# Stérilité mâle cytoplasmique
La stérilité mâle cytoplasmique est la stérilité mâle totale ou partielle d'organismes hermaphrodites, résultant d'interactions nucléaires et mitochondriales spécifiques. La stérilité mâle est l'incapacité à produire des anthères fonctionnelles, du pollen ou des gamètes mâles. La stérilité mâle dans les populations hermaphrodites conduit à des populations gynodioïques (populations oú coexistent des hermaphrodites pleinement fonctionnels et des hermaphrodites mâles-stériles).

## Contexte
Joseph Gottlieb Kölreuter a été le premier à documenter la stérilité mâle chez les plantes. Au XVIIIe siècle, il fait état d'anthères avortés au sein d'espèces et certains hybrides.
La stérilité mâle cytoplasmique (SMC) se trouve principalement chez les angiospermes et a été identifiée chez plus de 140 espèces d'angiospermes.
La SMC a également été identifiée chez une espèce animale, Physa acuta, un escargot d'eau douce.
Il existe des preuves solides prouvant que la gynodioécie et la SMC sont une étape de transition entre hermaphrodismes et la séparation des sexes.
La stérilité mâle est plus répandue que la stérilité féminine. Cela pourrait être dû au fait que le sporophyte et le gamétophyte mâles sont moins protégés de l'environnement que l'ovule et le sac embryonnaire. Les plantes mâles stériles peuvent produire des graines et se propager. Les plantes femelles stériles ne peuvent pas développer de graines et ne se propageront pas.
La manifestation de la stérilité mâle dans la SMC peut être contrôlée soit entièrement par des facteurs cytoplasmiques, soit par des interactions entre des facteurs cytoplasmiques et des facteurs nucléaires. La stérilité masculine peut survenir spontanément via des mutations dans des gènes nucléaires et/ou cytoplasmiques ou cytoplasmiques – génétiques. Dans ce cas, le déclencheur de la SMC se trouve dans le génome extranucléaire - (mitochondries ou chloroplastes). Le génome extra-nucléaire n'est hérité que de la mère. La sélection naturelle sur les gènes cytoplasmiques pourrait également conduire à une faible production de pollen ou à la stérilité mâle.
La stérilité mâle est facile à détecter car un grand nombre de grains de pollen est produit dans les plantes mâles fertiles. Les grains de pollen peuvent être dosés par des techniques de coloration (carmin, lactophénol ou iode).

## Stérilité mâle cytoplasmique
La stérilité mâle cytoplasmique, comme son nom l'indique, est sous contrôle génétique extranucléaire (sous contrôle des génomes mitochondriaux ou plastidiaux). Il montre une hérédité non mendélienne, avec une stérilité masculine héritée de la mère. En général, il existe deux types de cytoplasmes : les cytoplasmes N (normaux) et S aberrants (stériles). Ces types présentent des différences réciproques.

## Réallocation des ressources
La SMC est un cas de stérilité masculine, mais cette condition peut également provenir de gènes nucléaires. Dans le cas de la stérilité mâle nucléaire (lorsque la stérilité mâle est causée par une mutation nucléaire), la transmission de l'allèle de stérilité mâle est réduite de moitié, puisque toute la voie reproductive mâle est annulée.
La SMC diffère de ce dernier cas (stérilité mâle nucléaire) car la plupart des éléments génétiques cytoplasmiques ne sont transmis que par voie maternelle. Cela implique que pour un élément génétique cytoplasmique, provoquer la stérilité mâle n'affecte pas son taux de transmission puisqu'il n'est pas transmis par la voie de reproduction mâle.
L'inactivation de la voie reproductive masculine (production de spermatozoïdes, production d'organes reproducteurs masculins, etc.) peut conduire à la réallocation des ressources vers la voie reproductive femelle, augmentant les capacités reproductives femelles (fitness femelle), ce phénomène est appelé avantage femelle (FA pour female advantage en anglais). L'avantage femelle de nombreuses espèces gynodioïques a été quantifié (comme le rapport entre la fitness femelle des mâle-stérile et la fitness femelle des hermaphrodite) et est principalement compris entre 1 et 2.
Dans le cas de la stérilité mâle nucléaire, un avantage femelle d'au moins 2 est requis pour la rendre évolutivement[Quoi ?] neutre (FA=2) ou avantageuse (FA > 2) puisque la moitié de la transmission est annulée à cause de l'allèle de stérilité mâle.
La stérilité mâle cytoplasmique ne nécessite aucun avantage femelle pour être évolutivement[Quoi ?] neutre (FA=1), ou bien un petit avantage femelle pour être évolutivement[Quoi ?] avantageux (FA > 1).
Pour autant que nous le sachions, la SMC est beaucoup plus courante que la stérilité mâle nucléaire, les résultats d'une étude de 49 plantes gynodioïques montrent que 17 espèces (35 %) présentent une SMC et seulement 7 (14 %) présentent une stérilité mâle nucléaire (toutes les espèces restantes ont un déterminisme inconnu).